# Gutshaus Bandelin

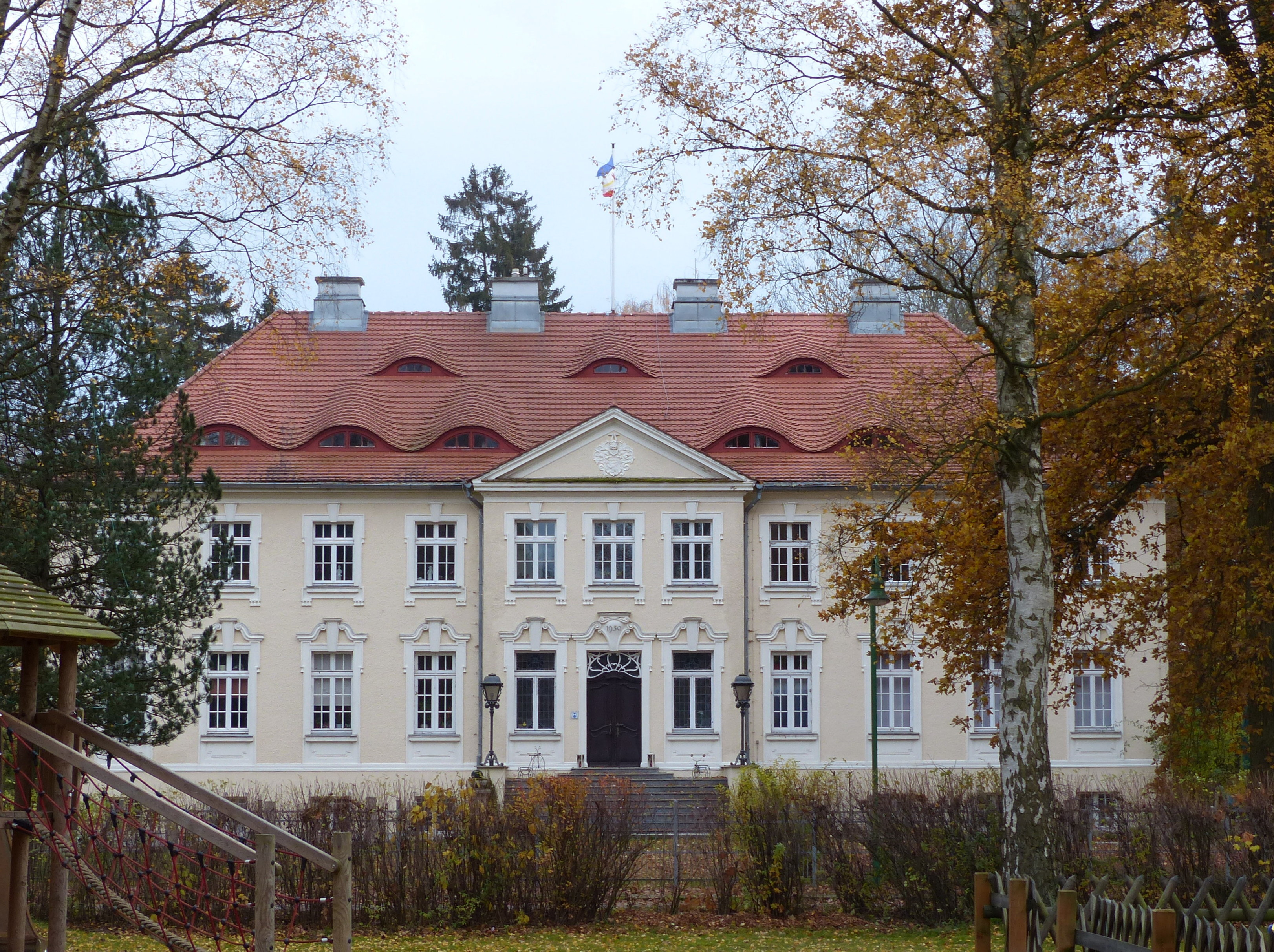
Neues Gutshaus

Das Gutshaus Bandelin, auch als Schloss Bandelin bezeichnet, ist ein unter Denkmalschutz stehendes Herrenhaus in Bandelin im Landkreis Vorpommern-Greifswald.

## Geschichte

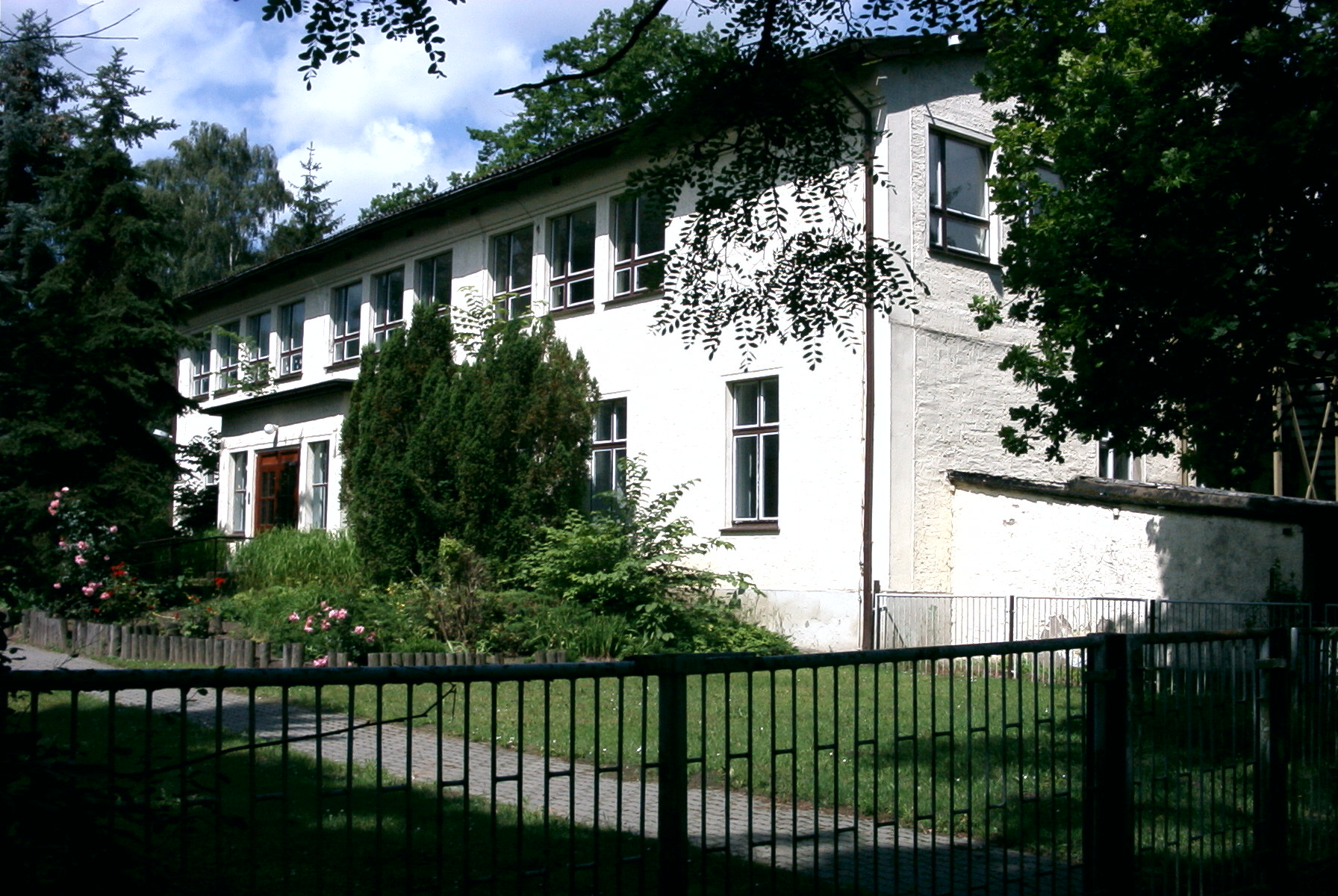
Altes Gutshaus

Das alte Gutshaus wurde wahrscheinlich im 18. Jahrhundert unter Felix Dietrich von Behr (1700–1764), schwedischer Landrat und Kurator der Akademie Greifswald, errichtet. Zwei Generationen danach ist Felix Johann Bernhard von Behr (1779–1837) der Vertreter seiner Familie auf Bandelin, mit weiteren Gütern als Zubehör. Er wiederum war großherzoglich mecklenburgischer Kammerherr und zweimal verheiratet. Nach alten Matrikeln gehörten 30 reducirte Hufen zum frühen Besitz Bandelin.
Bekanntester Grundbesitzer von Bandelin war Felix von Behr-Bandelin, der 1884 unter anderem die Deutsch-Ostafrikanischen Gesellschaft mitbegründete und bereits einige Jahre zuvor in den preußischen Grafenstand nobilitiert wurde.
Das alte Herrenhaus wurde bei einem Brand am 29. Januar 1927 weitgehend zerstört. Dabei ging die Kunstsammlung der Gutsbesitzer verloren. Neben Kunstwerken aus China, Japan und Afrika befand sich eine mit 500.000 Reichsmark versicherte Gutenberg-Bibel in der Sammlung. Durch die Regulierung des Schadens gingen zwei Versicherungsgesellschaften in Konkurs. Felix Ulrich Degen Kurt Graf von Behr-Bandelin (1861–1931) ließ mit den Versicherungsgeldern 1930 südwestlich des alten Standorts das neue Gutshaus errichten. 1939 umfasste das Rittergut Bandelin ohne Zubehör etwa 527 ha. Die Gutsverwaltung übernahm ein Administrator.
Die Familie von Behr wurde nach dem Zweiten Weltkrieg 1945 im Zuge der Bodenreform enteignet. Für kurze Zeit wurden im Gebäude Flüchtlinge untergebracht. 1946 wurde es umgebaut und bis 1999 als Kinderheim genutzt. Nach dem Verkauf an einen Investor wurde das Gutshaus aufwändig restauriert.
Die teilweise wiederaufgebaute Ruine des abgebrannten alten Gutshauses wurde ab 1945 als Schule genutzt. Dieses Gebäude dient heute als Wohnhaus.

## Gebäude

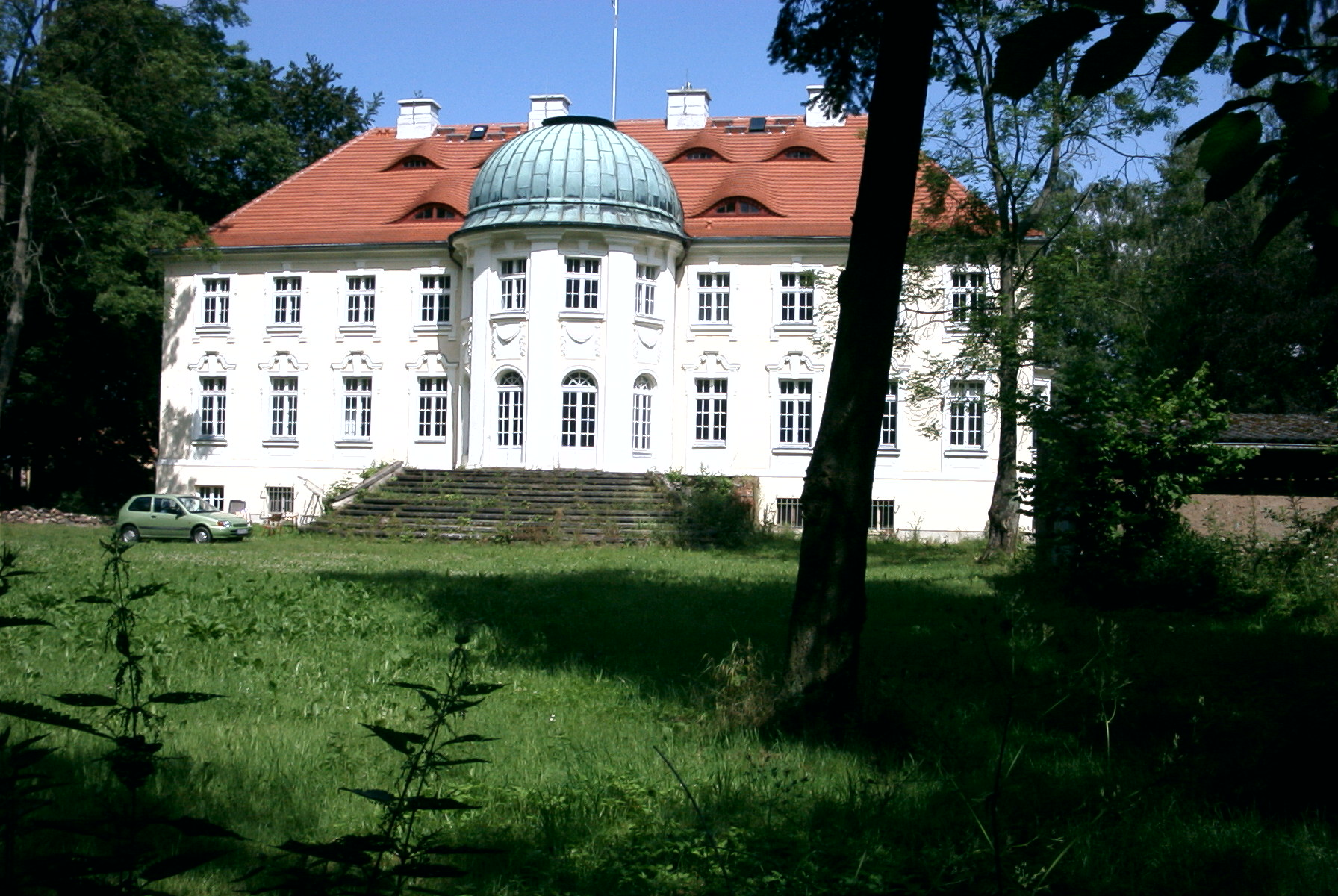
Neues Gutshaus, Parkseite

Das neue Gutshaus ein neobarocker Putzbau mit elf Achsen. Es wurde zweigeschossig über einem hohen Sockelgeschoss errichtet. Das Walmdach ist von Fledermausgauben besetzt. An der Hofseite befindet sich ein flacher dreiachsiger Mittelrisalit mit Freitreppe, in dessen Giebelfläche sich eine Kartusche mit dem Wappen der Familie von Behr befindet. Der mit Kolossalpilastern gegliederte Risalit an der Gartenseite tritt halbkreisförmig hervor. Er hat eine breit ausschwingende Freitreppe und ein mit Kupferblech gedecktes Kuppeldach.
Hinter dem Risalit befindet sich der ovale Gartensaal. Das Treppenhaus und verschiedene Stuckdecken sind erhalten. Im früheren Jagdzimmer befinden sich als Bären gestaltete Konsolen sowie Wappenscheiben.

## Gutspark

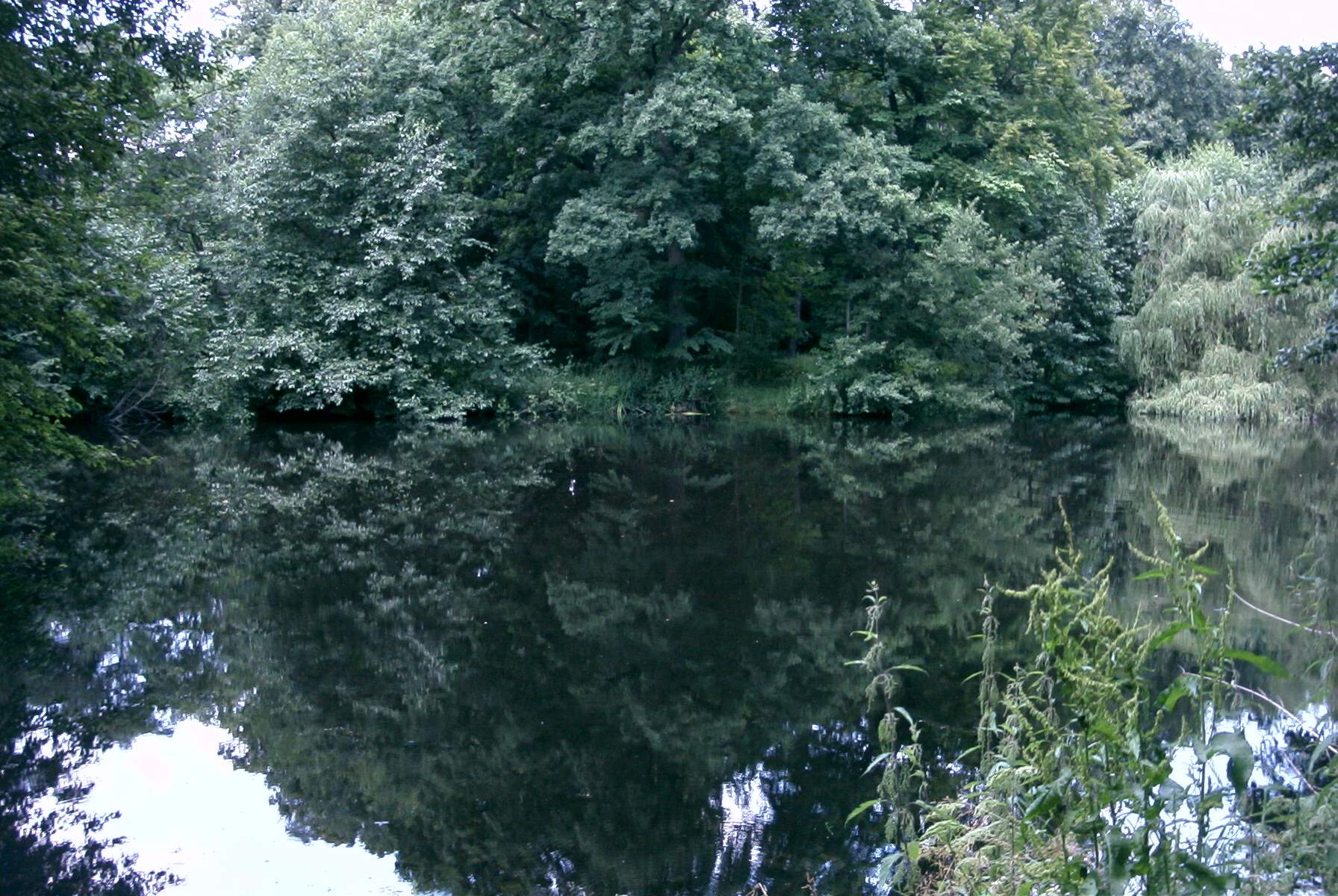
Schlosspark

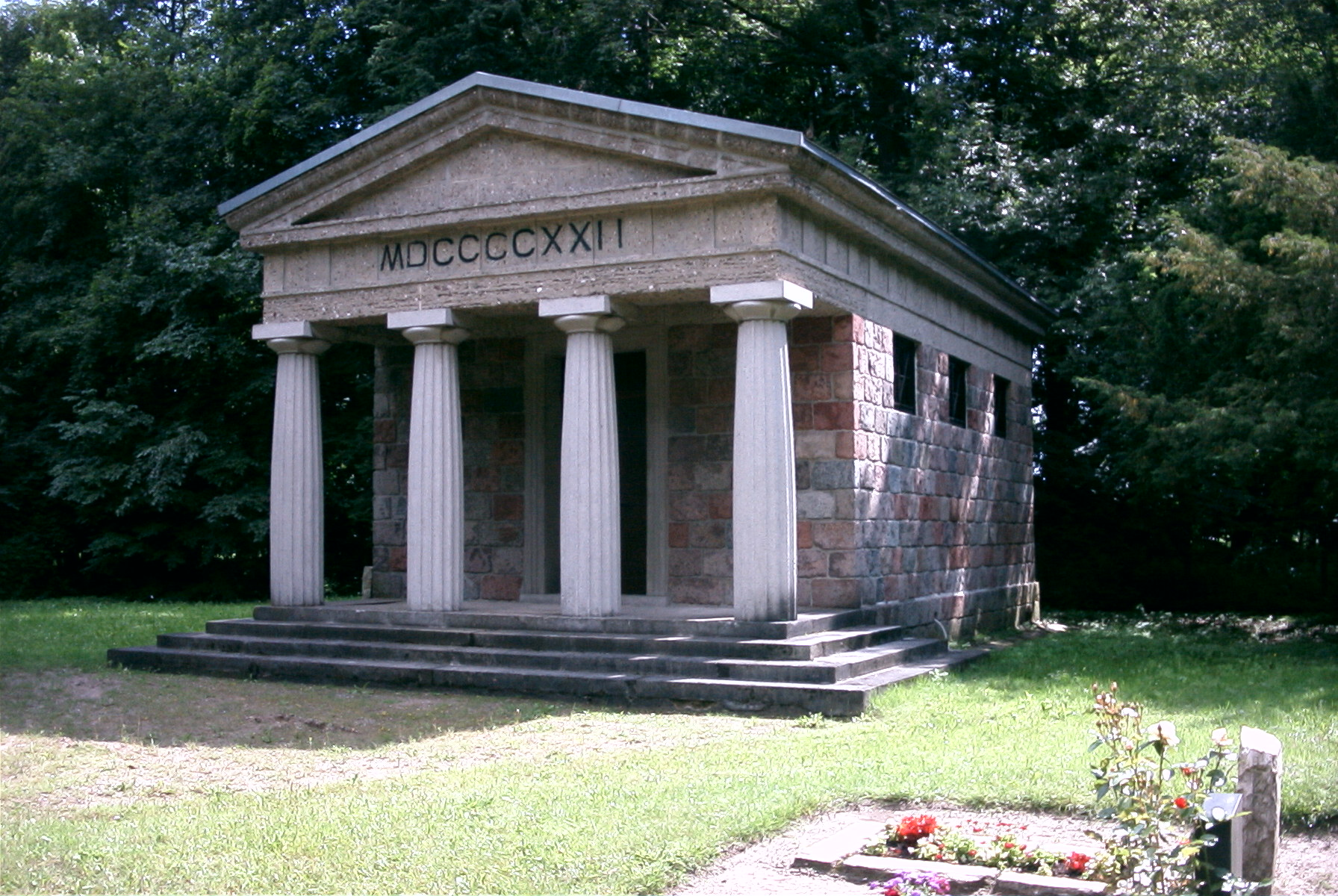
Mausoleum

Der Landschaftspark erstreckt sich südlich des Gutshauses und von dort weiter in östlicher Richtung. Er ist geprägt von den langgestreckten Teichen mit einer Insel. Er wurde in der zweiten Hälfte des 18. Jahrhunderts angelegt. Dort befand sich bis 1920 ein Großsteingrab, das der örtliche Lehrer Knuth ausgrub, heute sind dort nur noch kleine Steine vorhanden, die großen wurden wohl zerschlagen und weitergenutzt. In seinem östlichen Teil befindet sich der Friedhof mit dem 1922 errichteten Mausoleum für die Familie von Behr – heute als Friedhofskapelle genutzt, nachdem die Särge 1945 von der Sowjetarmee entfernt wurden. Im Mausoleum befanden sich bis 1954 zwei Skulpturen des Italieners Donatelli, die Graf von Behr von seinen Reisen mitgebracht hatte. Diese wurden 1954 vom Kulturbund nach Greifswald zum Kunst-Institut der Universität gebracht, weil ihr Schutz in Bandelin nicht mehr gewährleistet war.